# Ewen MacAskill
Ewen MacAskill (* 29. října 1951, Glasgow) je žurnalista pracující pro britský deník The Guardian.
Připravoval mimo jiné články o plošném globálním sledování lidí Národní bezpečnostní agenturou (NSA) od whistleblowera Edwarda Snowdena. Poté, co se Edward Snowden domluvil s Glennem Greenwaldem na setkání v Hongkongu v roce 2013, The Guardian s ním poslal i Ewena MacAskilla. Za publikování o plošném elektronickém sledování lidí dostal Ewen, Glenn Greenwald a Laura Poitras cenu George Polka a následně společně s deníky The Guardian a The Washington Post dostal Pulitzerovu cenu.